# Godsstråket genom Bergslagen

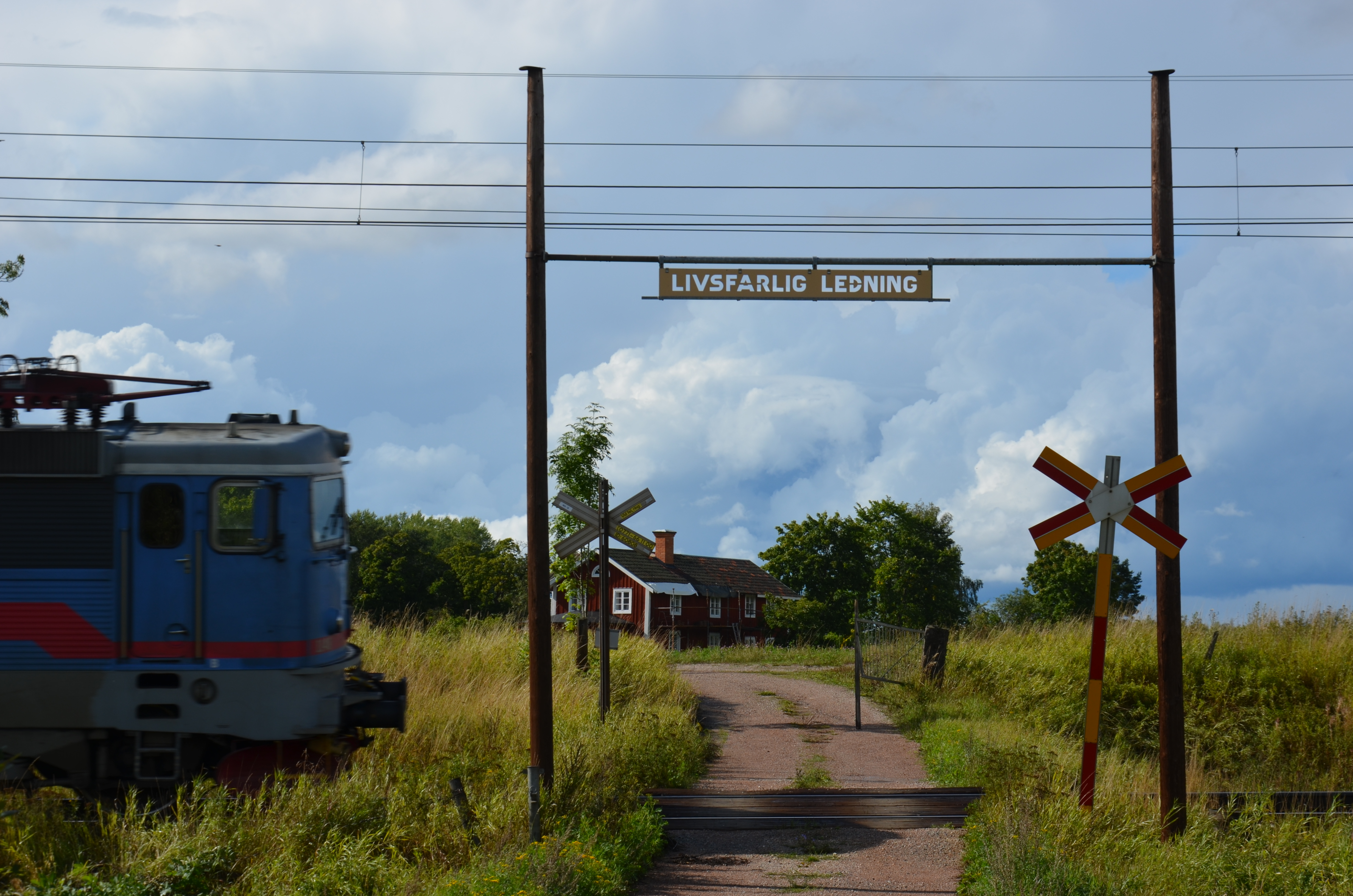
Godståg passerar järnvägsövergången i Snytsbo

Godsstråket genom Bergslagen är en järnvägslinje som går genom Bergslagen, Närke och Östergötland och trafikeras av både gods- och persontrafik. Linjen utgår från Mjölby i söder och går via Hallsberg, Örebro, Frövi och Avesta Krylbo till Storvik där Norra stambanan tar vid. Banan är i huvudsak enkelspårig, men dubbelspår finns på sträckorna Mjölby–Stenkumla och Hallsberg–Örebro–Frövi.

## Historia
Godsstråket genom Bergslagen är sammansatt av bandelar, som byggts vid olika tidpunkter, och vilka man på senare år valt att se som en funktionell enhet.
- Den äldsta delen, mellan Örebro och Ervalla, var en del av Sveriges första lokdragna järnväg från 1856. Det var meningen att den skulle utvidgas till att bli Köping–Hults Järnväg (KHJ), men bandelen mellan Örebro och Hult byggdes aldrig.
- Bandelen Ervalla–Frövi (och vidare mot Arboga) härstammar från 1857, och var likaledes en del av KHJ.
- Delen mellan Hallsberg och Örebro bygges av staten 1862 som Statsbanan Hallsberg–Örebro.[1]
- Delen mellan Mjölby och Hallsberg byggdes av privata intressen år 1873, som Hallsberg–Motala–Mjölby Järnväg (HMMJ).[2]
- Delen Krylbo-Storvik byggdes som en del av Norra stambanan 1875.
- Slutligen byggdes delen mellan Frövi och Krylbo år 1900. Den blev då en del av Statsbanan Krylbo–Örebro,[3] senare del av Stambanan Krylbo–Mjölby.[4]

Elektrifieringen av banan blev klar 1935.

## Trafik
Järnvägens position mitt i Sverige, med anslutningar till många andra hårt trafikerade järnvägslinjer, gör Godsstråket genom Bergslagen till ett av Sveriges viktigaste järnvägssträckor, även om den inte har status som stambana.
Godstrafik dominerar på bandelen norr om Örebro, medan persontrafiken begränsades kraftigt från 10 december 2023. Längre tillbaka gick det persontåg ungefär varannan timme. Linjen trafikerades av nattåget Lapplandspilens Göteborgsdel till och från Narvik mellan Storvik och Hallsberg med uppehåll i AvestaKrylbo, Fagersta samt Örebro C. Banan berörs också av trafik på sträckan Gävle–Falun–Mjölby. Denna följer Godsstråket genom Bergslagen mellan Frövi och Mjölby. Mellan Örebro och Hallsberg är det tätare trafik. Det finns efterfrågan på mer trafik, särskilt på sträckan Mjölby-Hallsberg, men enkelspår och godstrafiken hindrar mer trafik för tillfället. Man vill även ha tätare trafik med tåg en gång per timma på sträckan Borlänge–Örebro.
Persontågen körs av Tåg i Bergslagen, som är ett samarbete mellan flera regionala kollektivtrafikmyndigheter.
Mellan Örebro och Hallsberg kör även SJ persontåg på linjen Stockholm–Västerås–Göteborg, Västtrafik på linjen Örebro–Mariestad–Lidköping.
Från och med den 8 april 2013 går även Östgötapendeln på sträckan Mjölby–Motala, som en del av en linje från Norrköping till Motala. I samband med detta fick Skänninge åter persontågsuppehåll efter många år utan tågtrafik.

## Ombyggnader
Hösten 2012 blev ombyggnaden av sträckan Motala–Mjölby till dubbelspår klar. Bron över Göta kanal har bytts ut, men är fortfarande öppningsbar. Dubbelspår på den 46 km långa sträckan Hallsberg-Degerön byggs etappvis under perioden 2015–2031. Av de sex deletapperna är fem färdigställda 2024, och den kvarvarande på sträckan Hallsberg-Stenkumla beräknas bli klar 2031.
Trafikverket planerar ett antal åtgärder som ska göra det möjligt att köra fler godståg genom mellersta Sverige. Beträffande bandelen Storvik–Frövi föreslås elva nya mötesstationer, förlängning av sju mötesstationer, utbyggnad till tre spår på två stationer, samt signaltekniska förbättringar. Därigenom kan man köra längre tåg och genomföra snabbare tågmöten, vilket gör det möjligt att köra fler tåg på banan. Sträckan Avesta Krylbo-Dalslund beräknas bli dubbelspår till 2028.

## Galleri

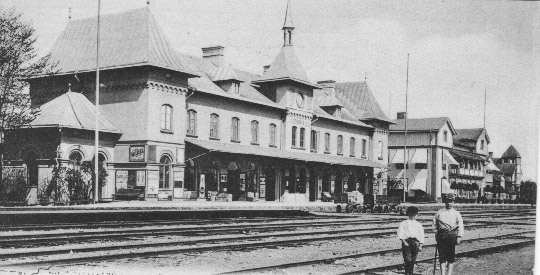
Stationshuset i Storvik 1880
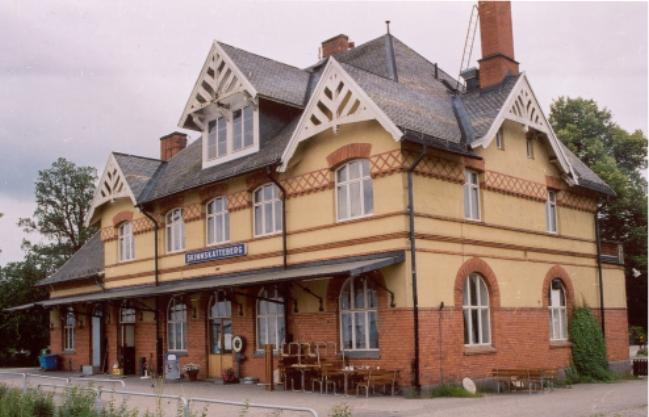
Stationshuset i Skinnskatteberg 2004
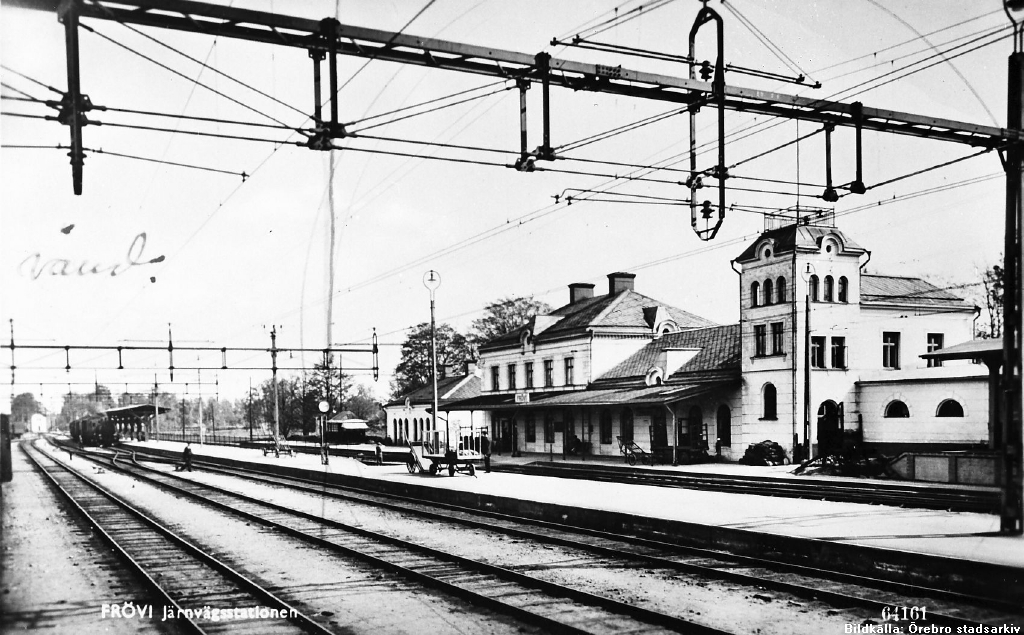
Frövi station 1944
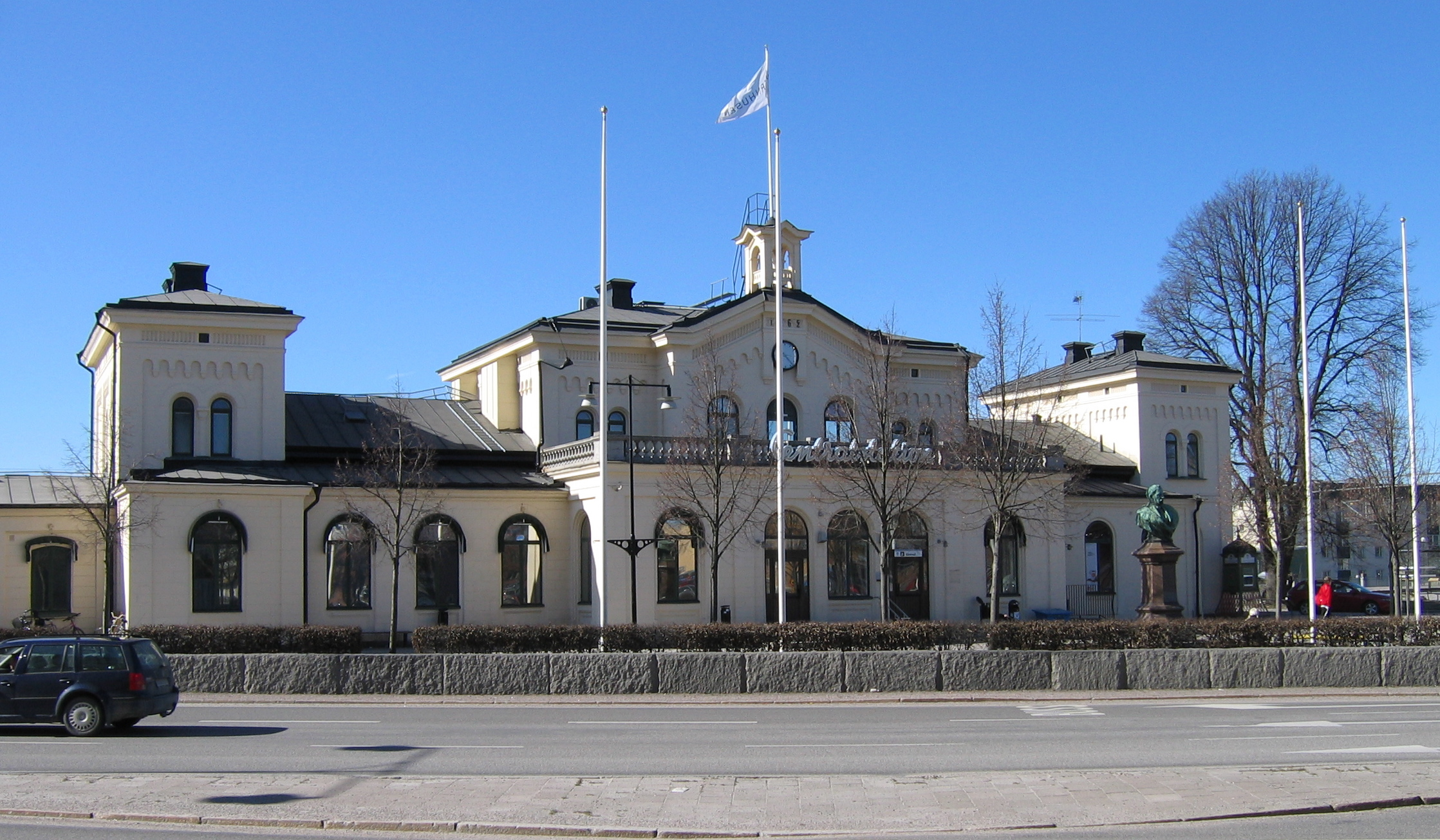
Örebro centralstation 2010
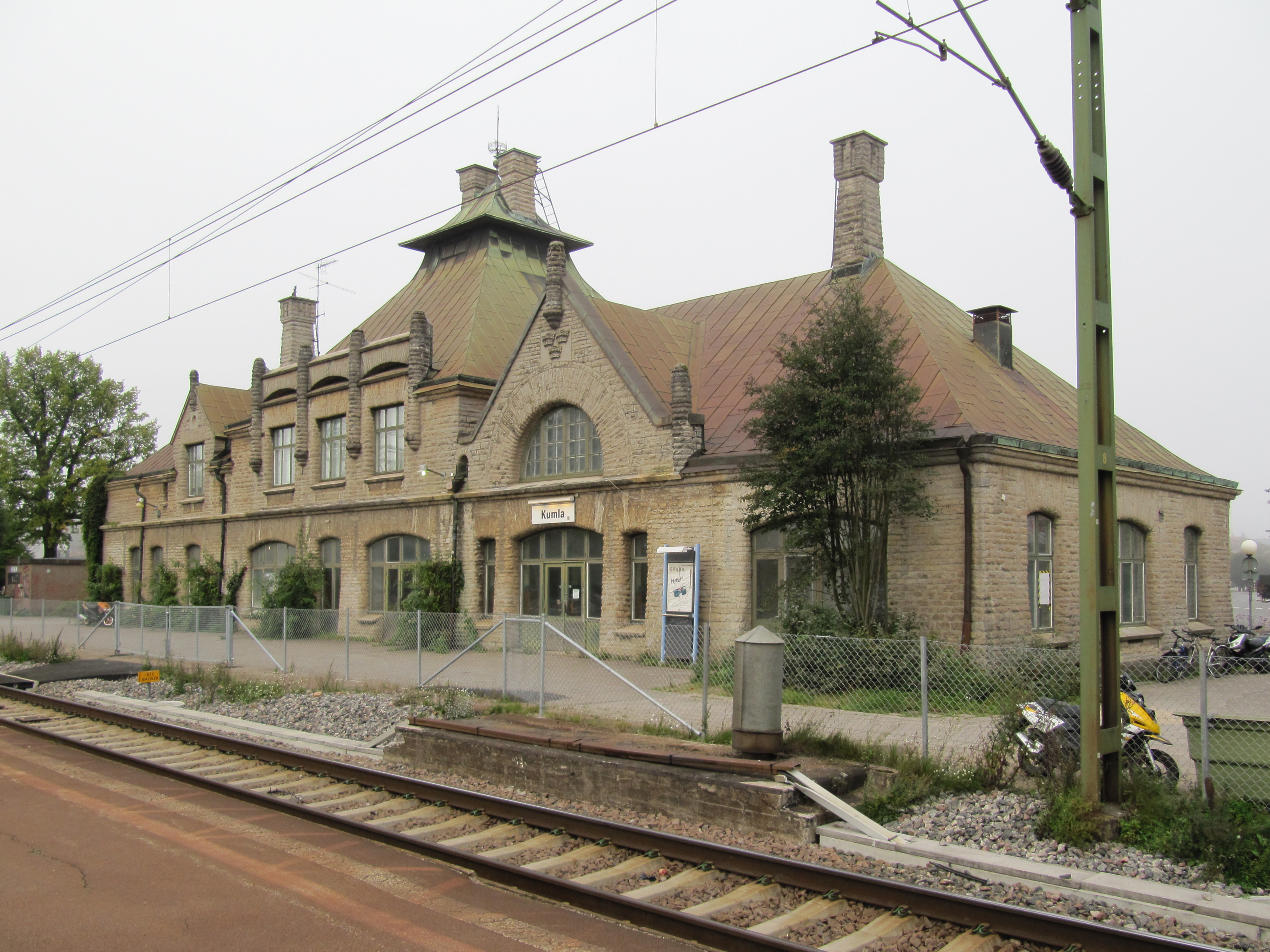
Kumla station 2010
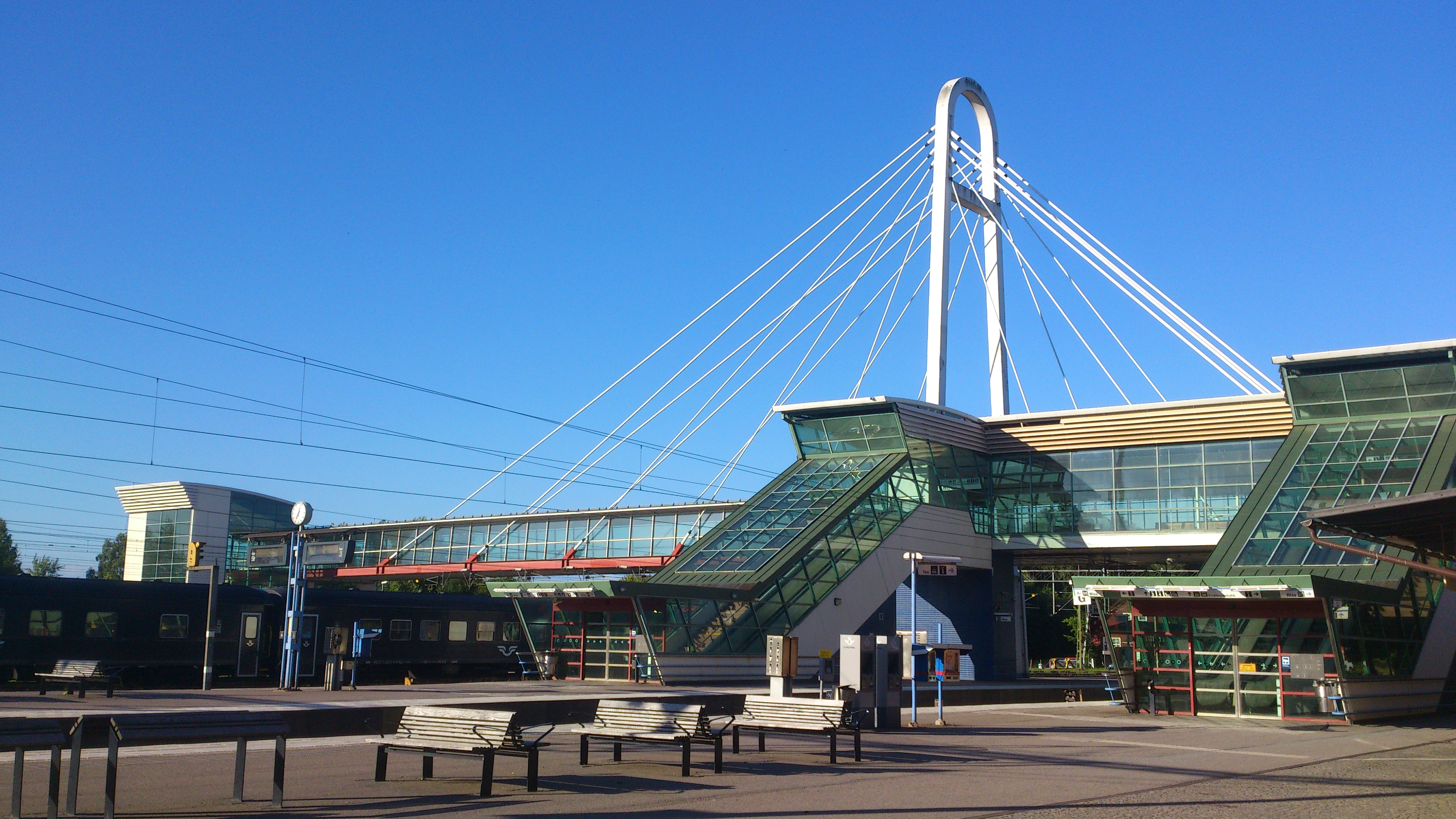
Hallsbergs station 2010
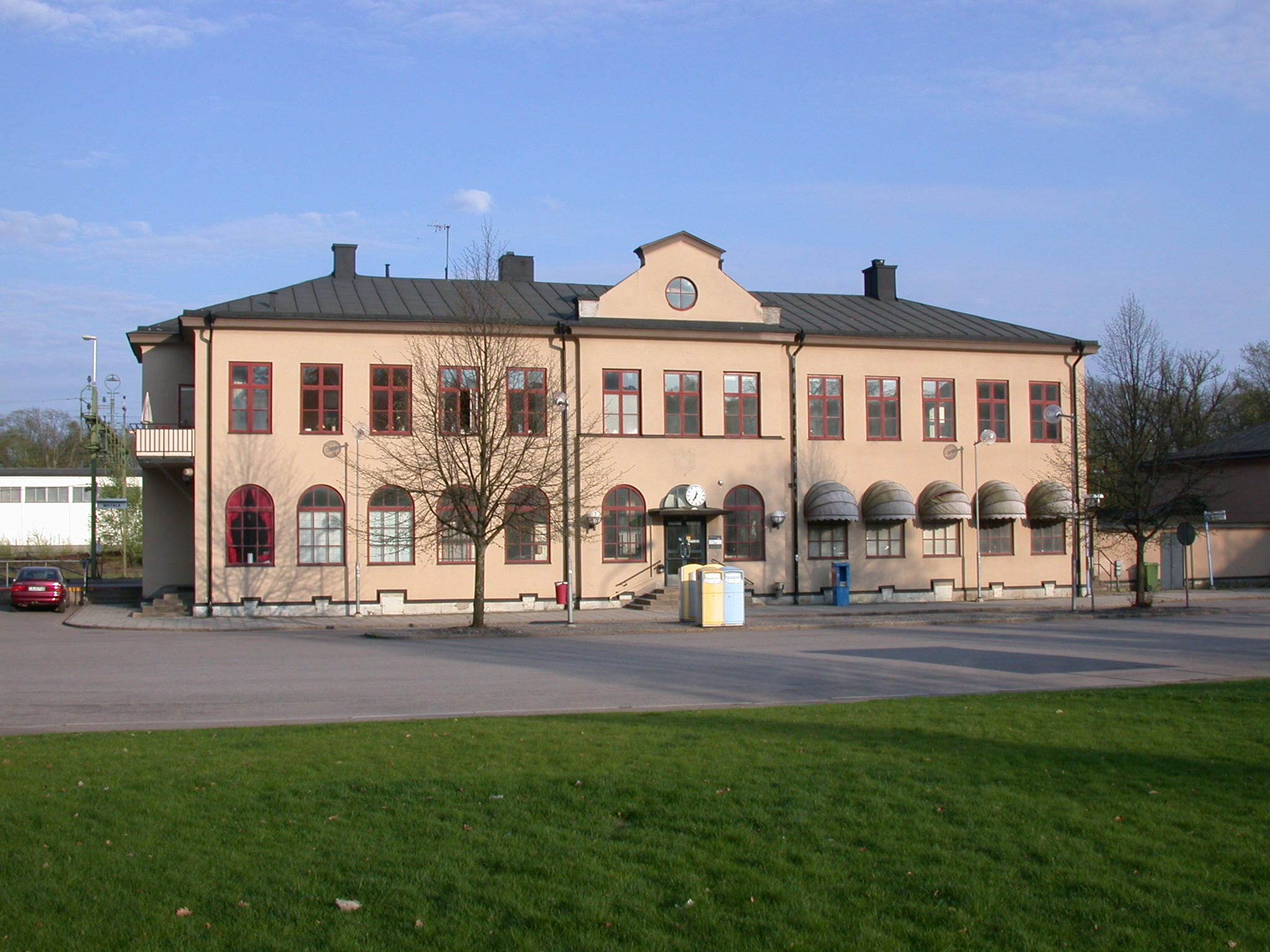
Motala station 2006
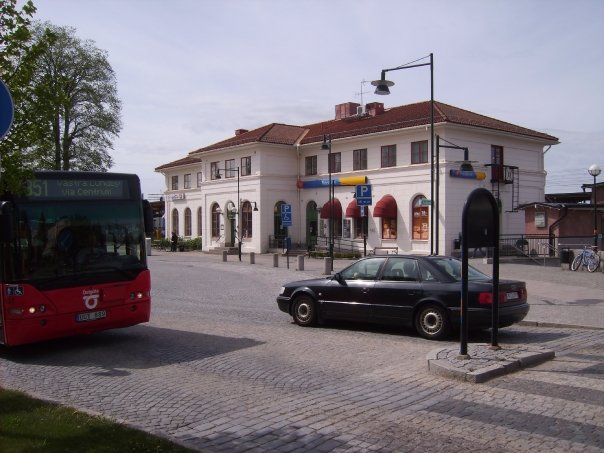
Mjölby station 2008